# 迪瓦
迪瓦（法語：Diois，法語發音：[diwa]）是法国奥弗涅-罗讷-阿尔卑斯大区德龙省的一个传统地区，是法國前阿爾卑斯山脈的一部分，构成了德龙河与其支流的分水岭。